# U-203
| U-203                                                                                    | U-203 | U-203 |
| ---------------------------------------------------------------------------------------- | --- | --- |
| U 203                                                                                    | | |
|                                                                                          | | |
| Зображення підводного човна підтипу VIIC                                                 | | |
| Верф                                                                                     | Friedrich Krupp Germaniawerft, Кіль | Friedrich Krupp Germaniawerft, Кіль |
| Під прапором                                                                             | Третій Рейх | Третій Рейх |
| Належність                                                                               | Крігсмаріне | Крігсмаріне |
| Порт приписки                                                                            | Кіль, Сен-Назер, Брест | Кіль, Сен-Назер, Брест |
| Замовлення                                                                               | 23 вересня 1939 | 23 вересня 1939 |
| Закладений                                                                               | 28 березня 1940 | 28 березня 1940 |
| Спуск на воду                                                                            | 4 січня 1941 | 4 січня 1941 |
| Введений до складу флоту                                                                 | 18 лютого 1941 | 18 лютого 1941 |
| На службі                                                                                | 1941—1943 | 1941—1943 |
| Загибель                                                                                 | 25 квітня 1943 року знищений південніше мису Фарвель скоординованою атакою британського торпедоносця «Сордфіш» з ескортного авіаносця «Бітер» та есмінця «Патфайндер» | 25 квітня 1943 року знищений південніше мису Фарвель скоординованою атакою британського торпедоносця «Сордфіш» з ескортного авіаносця «Бітер» та есмінця «Патфайндер» |
| Бойовий досвід                                                                           | Друга світова війна Битва за Атлантику * Конвой HX 133 * Конвой OG 69 * Конвой HG 73 * Конвой SL 125                                                                  | Друга світова війна Битва за Атлантику * Конвой HX 133 * Конвой OG 69 * Конвой HG 73 * Конвой SL 125                                                                  |
| Проєкт                                                                                   | | |
| Тип ПЧ                                                                                   | середній торпедний ДПЧ | середній торпедний ДПЧ |
| Вартість                                                                                 | 4 714 000 ℛℳ | 4 714 000 ℛℳ |
| Основні характеристики                                                                   | | |
| Швидкість (надводна)                                                                     | 17,9 вузла | 17,9 вузла |
| Швидкість (підводна)                                                                     | 8 вузлів | 8 вузлів |
| Робоча глибина занурення                                                                 | 100 м | 100 м |
| Гранична глибина занурення                                                               | 220 м | 220 м |
| Автономність плавання                                                                    | 135—174 км на швидкості 4 вузли (в підводному положенні) 11 470 км на швидкості 10 вузлів (у надводному положенні)                                                    | 135—174 км на швидкості 4 вузли (в підводному положенні) 11 470 км на швидкості 10 вузлів (у надводному положенні)                                                    |
| Екіпаж                                                                                   | 44—60 осіб | 44—60 осіб |
| Розміри                                                                                  | | |
| Довжина найбільша (по КВЛ)                                                               | 67,1 м | 67,1 м |
| Ширина корпусу найб.                                                                     | 6,2 м | 6,2 м |
| Висота                                                                                   | 9,6 м | 9,6 м |
| Середня осадка (по КВЛ)                                                                  | 4,74 м | 4,74 м |
| Водотоннажність надводна                                                                 | 769 т | 769 т |
| Силова установка                                                                         | | |
| дизель-електрична; 2 дизельних двигуни MAN M 6 V 40/46, 2 електродвигуни BBC GG UB 720/8 | | |
| Гвинти                                                                                   | 2 | 2 |
| Потужність                                                                               | 2 × 2100—2310 к.с. (дизелі) 2 × 750 к.с. (електродвигуни) | 2 × 2100—2310 к.с. (дизелі) 2 × 750 к.с. (електродвигуни) |
| Озброєння                                                                                | | |
| Артилерія                                                                                | 1 × 88-мм палубна гармата SK C/35 | 1 × 88-мм палубна гармата SK C/35 |
| Торпедно- мінне озброєння                                                                | 4 носових і один кормовий ТА 14 торпед або 26 мін TMA | 4 носових і один кормовий ТА 14 торпед або 26 мін TMA |
| ППО                                                                                      | 1 × 37-мм зенітна гармата Flak M42 2 × 20-мм зенітні гармати FlaK 30                                                                                                  | 1 × 37-мм зенітна гармата Flak M42 2 × 20-мм зенітні гармати FlaK 30                                                                                                  |

U-203 — німецький середній підводний човен типу VIIC, що входив до складу Військово-морських сил Третього Рейху за часів Другої світової війни. Закладений 28 березня 1940 року на верфі компанії Friedrich Krupp Germaniawerft у Кілі, спущений на воду 4 січня 1941 року. 18 лютого 1941 року корабель увійшов до складу 1-ї навчальної флотилії ПЧ ВМС нацистської Німеччини.

## Історія
U-203 належав до німецьких підводних човнів типу VIIC, найчисельнішого типу субмарин Третього Рейху, яких було випущено 703 одиниці. Службу розпочав у складі 1-ї навчальної флотилії ПЧ, з 1 травня 1941 року переведений до бойового складу цієї флотилії. У період з червня 1941 по квітень 1943 року U-203 здійснив 11 бойових походів в Атлантичний океан, під час яких потопив 21 судно противника сумарною водотоннажністю 94 270 брутто-реєстрових тонн і ще пошкодив три судна (17 052 GRT).
25 квітня 1943 року під час одинадцятого бойового походу U-203 був виявлений союзними кораблями південніше мису Фарвель та знищений скоординованою атакою британського торпедоносця «Сордфіш» з ескортного авіаносця «Бітер» та есмінця «Патфайндер». Загинуло 10 членів екіпажу, ще 38 — потрапили у полон. Командир ПЧ капітан-лейтенант Герман Коттманн опинився в таборі для військовополонених в Аризоні, звідки 12 лютого 1944 року втік разом з чотирма іншими командирами-підводниками — Фрідріхом Гуггенбергером, Гансом Йоганнсеном, Августом Маусом і Юргеном Квет-Фаслемом. Разом з Йоганнсеном і Квет-Фаслемом перейшов мексиканський кордон і пройшов ще 48 кілометрів, перш ніж 1 березня був упійманий і повернутий у табір.

## Командири
- Капітан-лейтенант Рольф Мюцельбург (18 лютого 1941 — 11 вересня 1942);
- оберлейтенант-цур-зее Ганс Зайдель (11 — 20 вересня 1942);
- Капітан-лейтенант Герман Коттманн (21 вересня 1942 — 25 квітня 1943).

## Перелік уражених U-203 суден у бойових походах
| №                                                             | Дата             | Командир ПЧ              | Назва                  | Тип                | Належність      | Водотоннажність (брт) | Вантаж                                                                                                | Конвой        | Результат та координати                                                 | Наслідки атаки для екіпажу        | Прим.          |
| ------------------------------------------------------------- | ---------------- | ------------------------ | ---------------------- | ------------------ | --------------- | --------------------- | --- | ------------- | ----------------------------------------------------------------------- | --------------------------------- | -------------- |
| Перший похід (05.06—29.06.1941, 25 діб; Кіль—Сен-Назер)       |                  |                          |                        |                    |                 |                       | |               |                                                                         |                                   |                |
| 1                                                             | 24 червня 1941   | KrvKpt. Рольф Мюцельбург | Soløy                  | суховантажне судно | Норвегія        | 4 402                 | 7880 тонн пшениці                                                                                     | Конвой HX 133 | потоплено 54°39′ пн. ш. 39°43′ зх. д. / 54.650° пн. ш. 39.717° зх. д.   | 32 (усі вижили)                   |                |
| 2                                                             | 24 червня 1941   | KrvKpt. Рольф Мюцельбург | Kinross                | суховантажне судно | Велика Британія | 4 956                 | баласт                                                                                                | Конвой OB 336 | потоплено 55°23′ пн. ш. 38°49′ зх. д. / 55.383° пн. ш. 38.817° зх. д.   | 37 (усі вижили)                   |                |
| Другий похід (10.07—31.07.1941, 22 доби; Сен-Назер—Сен-Назер) |                  | KrvKpt. Рольф Мюцельбург |                        |                    |                 |                       | |               |                                                                         |                                   |                |
| 3                                                             | 27 липня 1941    | KrvKpt. Рольф Мюцельбург | Hawkinge               | суховантажне судно | Велика Британія | 2 475                 | 2806 тонн вугілля                                                                                     | Конвой OG 69  | потоплено 44°55′ пн. ш. 17°44′ зх. д. / 44.917° пн. ш. 17.733° зх. д.   | 31 (15 загинуло та 16 вціліло)    |                |
| 4                                                             | 28 липня 1941    | KrvKpt. Рольф Мюцельбург | Lapland                | суховантажне судно | Велика Британія | 1 330                 | 950 тонн жерсті та генеральних вантажів                                                               | Конвой OG 69  | потоплено 40°36′ пн. ш. 15°30′ зх. д. / 40.600° пн. ш. 15.500° зх. д.   | 26 (усі вижили)                   |                |
| 5                                                             | 28 липня 1941    | KrvKpt. Рольф Мюцельбург | Norita                 | суховантажне судно | Швеція          | 1 516                 | 1500 тонн коксу та генеральних вантажів                                                               | Конвой OG 69  | потоплено 40°10′ пн. ш. 15°30′ зх. д. / 40.167° пн. ш. 15.500° зх. д.   | 20 (2 загинуло та 18 вижили)      |                |
| Третій похід (20.09—30.09.1941, 11 діб; Сен-Назер—Брест)      |                  | KrvKpt. Рольф Мюцельбург |                        |                    |                 |                       | |               |                                                                         |                                   |                |
| 6                                                             | 26 вересня 1941  | KrvKpt. Рольф Мюцельбург | Avoceta                | пасажирське судно  | Велика Британія | 3 442                 | 469 тонн генеральних вантажів та пошти                                                                | Конвой HG 73  | потоплено 47°57′ пн. ш. 24°05′ зх. д. / 47.950° пн. ш. 24.083° зх. д.   | 166 (123 загиблих та 43 вцілілих) |                |
| 7                                                             | 26 вересня 1941  | KrvKpt. Рольф Мюцельбург | Varangberg             | суховантажне судно | Норвегія        | 2 842                 | 4100 тонн залізної руди                                                                               | Конвой HG 73  | потоплено 47°57′ пн. ш. 24°05′ зх. д. / 47.950° пн. ш. 24.083° зх. д.   | 27 (21 загиблий та 6 вцілілих)    |                |
| 8                                                             | 26 вересня 1941  | KrvKpt. Рольф Мюцельбург | Lapwing                | суховантажне судно | Велика Британія | 1 348                 | 750 тонн пробки та колчедану                                                                          | Конвой HG 73  | потоплено 47°40′ пн. ш. 23°30′ зх. д. / 47.667° пн. ш. 23.500° зх. д.   | 34 (24 загинуло та 10 вижило)     |                |
| Четвертий похід (18.10—12.11.1941, 26 діб; Брест—Брест)       |                  | KrvKpt. Рольф Мюцельбург |                        |                    |                 |                       | |               |                                                                         |                                   |                |
| 9                                                             | 3 листопада 1941 | KrvKpt. Рольф Мюцельбург | Empire Gemsbuck        | суховантажне судно | Велика Британія | 5 626                 | 6200 тонн генеральних вантажів, включаючи техніка                                                     | Конвой SC 52  | потоплено 52°18′ пн. ш. 53°05′ зх. д. / 52.300° пн. ш. 53.083° зх. д.   | 43 (усі вижили)                   |                |
| 10                                                            | 3 листопада 1941 | KrvKpt. Рольф Мюцельбург | Everoja                | суховантажне судно | Велика Британія | 4 830                 | 6401 тонна пшениці                                                                                    | Конвой SC 52  | потоплено 52°18′ пн. ш. 53°05′ зх. д. / 52.300° пн. ш. 53.083° зх. д.   | 41 (усі вижили)                   |                |
| П'ятий похід (25.12.1941—29.01.1942, 36 діб; Брест—Брест)     |                  | KrvKpt. Рольф Мюцельбург |                        |                    |                 |                       | |               |                                                                         |                                   |                |
| 11                                                            | 15 січня 1942    | KrvKpt. Рольф Мюцельбург | Catalina               | рибальське судно   | Португалія      | 632                   | Риба тріска                                                                                           |               | потоплено 47°03′ пн. ш. 52°45′ зх. д. / 47.050° пн. ш. 52.750° зх. д.   | 18 (усі загинули)                 |                |
| 12                                                            | 17 січня 1942    | KrvKpt. Рольф Мюцельбург | Octavian               | суховантажне судно | Норвегія        | 1 345                 | Сірка і деревна смола                                                                                 |               | потоплено 45°00′ пн. ш. 60°00′ зх. д. / 45.000° пн. ш. 60.000° зх. д.   | 17 (усі загинули)                 |                |
| 13                                                            | 21 січня 1942    | KrvKpt. Рольф Мюцельбург | North Gaspe            | суховантажне судно | Канада          | 888                   | військове майно                                                                                       |               | пошкоджено 46°33′ пн. ш. 53°04′ зх. д. / 46.550° пн. ш. 53.067° зх. д.  | ? (0 загиблих та ? вцілілих)      |                |
| Шостий похід (12.03—30.04.1942, 50 діб; Брест—Брест)          |                  | KrvKpt. Рольф Мюцельбург |                        |                    |                 |                       | |               |                                                                         |                                   |                |
| 14                                                            | 10 квітня 1942   | KrvKpt. Рольф Мюцельбург | San Delfino            | танкер             | Велика Британія | 8 072                 | 11 000 тонн авіаційного спирту                                                                        |               | потоплений 35°35′ пн. ш. 75°06′ зх. д. / 35.583° пн. ш. 75.100° зх. д.  | 50 (28 загинуло та 22 вижили)     |                |
| 15                                                            | 11 квітня 1942   | KrvKpt. Рольф Мюцельбург | Harry F. Sinclair, Jr. | танкер             | США             | 6 151                 | 66 000 од. бензину                                                                                    |               | пошкоджений 34°25′ пн. ш. 76°30′ зх. д. / 34.417° пн. ш. 76.500° зх. д. | 36 (10 загинуло та 26 вижили)     |                |
| 16                                                            | 12 квітня 1942   | KrvKpt. Рольф Мюцельбург | Stanvac Melbourne      | танкер             | Панама          | 10 013                | баласт                                                                                                |               | пошкоджений 10°30′ пн. ш. 60°20′ зх. д. / 10.500° пн. ш. 60.333° зх. д. | 49 (1 загинув та 48 вижили)       |                |
| 17                                                            | 14 квітня 1942   | KrvKpt. Рольф Мюцельбург | Empire Thrush          | суховантажне судно | Велика Британія | 6 160                 | 5000 тонн фосфату, 740 тонн тротилу та 2800 тонн цитрусової пульпи                                    |               | потоплено 35°08′ пн. ш. 75°18′ зх. д. / 35.133° пн. ш. 75.300° зх. д.   | 55 (усі вижили)                   |                |
| Сьомий похід (04.06—29.07.1942, 50 діб; Лор'ян—Брест)         |                  | KrvKpt. Рольф Мюцельбург |                        |                    |                 |                       | |               |                                                                         |                                   |                |
| 18                                                            | 26 червня 1942   | KrvKpt. Рольф Мюцельбург | Putney Hill            | суховантажне судно | Велика Британія | 5 216                 | баласт                                                                                                |               | потоплено 24°20′ пн. ш. 63°16′ зх. д. / 24.333° пн. ш. 63.267° зх. д.   | 38 (3 загинуло та 35 вцілілих)    |                |
| 19                                                            | 26 червня 1942   | KrvKpt. Рольф Мюцельбург | Pedrinhas              | суховантажне судно | Бразилія        | 3 666                 | Генеральні вантажі, у тому числі бавовна та рицина                                                    |               | потоплено 23°07′ пн. ш. 62°06′ зх. д. / 23.117° пн. ш. 62.100° зх. д.   | 48 (усі вижили)                   |                |
| 20                                                            | 28 червня 1942   | KrvKpt. Рольф Мюцельбург | Sam Houston            | суховантажне судно | США             | 7 176                 | 10 000 тон армійських припасів                                                                        |               | потоплено 19°21′ пн. ш. 62°22′ зх. д. / 19.350° пн. ш. 62.367° зх. д.   | 46 (8 загиблих та 38 вижили)      | типу «Ліберті» |
| 21                                                            | 9 липня 1942     | KrvKpt. Рольф Мюцельбург | Cape Verde             | суховантажне судно | Велика Британія | 6 914                 | Генеральні вантажі, у тому числі бавовна, кремній та 1500 тонн хромової руди                          |               | потоплено 11°32′ пн. ш. 60°17′ зх. д. / 11.533° пн. ш. 60.283° зх. д.   | 42 (2 загиблих та 40 вижили)      |                |
| 22                                                            | 11 липня 1942    | KrvKpt. Рольф Мюцельбург | Stanvac Palembang      | танкер             | Панама          | 10 013                | 6000 тонн водного баласту                                                                             |               | потоплений 11°28′ пн. ш. 60°23′ зх. д. / 11.467° пн. ш. 60.383° зх. д.  | 50 (5 загиблих та 45 вижили)      |                |
| Дев'ятий похід (15.10—06.11.1942, 23 доби; Брест—Лор'ян)      |                  |                          |                        |                    |                 |                       | |               |                                                                         |                                   |                |
| 23                                                            | 29 жовтня 1942   | KrvKpt. Герман Коттманн  | Hopecastle             | суховантажне судно | Велика Британія | 5 178                 | 2500 тонн магнезиту та ільменіту (чорна руда титану) та 3000 тонн генеральних вантажів, включаючи чай | Конвой SL 125 | потоплено 31°39′ пн. ш. 19°35′ зх. д. / 31.650° пн. ш. 19.583° зх. д.   | 45 (1 загинув та 44 вижили)       |                |
| 24                                                            | 29 жовтня 1942   | KrvKpt. Герман Коттманн  | Corinaldo              | суховантажне судно | Велика Британія | 7 131                 | 5141 тонна замороженого м'яса                                                                         | Конвой SL 125 | потоплено 33°12′ пн. ш. 18°24′ зх. д. / 33.200° пн. ш. 18.400° зх. д.   | 58 (8 загинуло та 50 вижили)      |                |